# Ashley County
Ashley County is een county in de Amerikaanse staat Arkansas.
De county heeft een landoppervlakte van 2.386 km² en telt 24.209 inwoners (volkstelling 2000). De hoofdplaats is Hamburg.

## Plaatsen
| - Beech Creek - Berea - Berlin - Bovine - Boydell - Crossett - Empire | - Fort Hill - Fountain Hill - Fountain Prairie - Gulledge - Hamburg - Meridian | - Milo - Mist - Montrose - Old Milo - Parkdale - Portland | - Snyder - South Crossett - Thebes - West Crossett - White - Wilmot |